# Пивненко, Сергей Сергеевич
Сергей Сергеевич Пивненко (укр. Сергій Сергійович Півненко; 19 октября 1984, Луганск, УССР, СССР) — украинский футболист, нападающий.

## Биография
Футболом серьёзно начал заниматься в четвёртом классе. В ДЮФЛ выступал за луганскую «Зарю» и донецкий «Шахтёр». В ноябре 1998 года провёл 1 матч за макеевский «Шахтёр». Летом 2001 года попал в донецкий «Шахтёр-2». В команде дебютировал 29 июля 2001 года в матче против луцкой «Волыни» (2:1), Пивненко вышел на 64 минуте вместо Руслана Левиги. В сезоне 2003/04 занял второе место в гонке бомбардиров в Первой лиге уступив Александру Алиеву который забил 16 мячей, а Сергей забил на гол меньше. Всего за «Шахтёр-2» провёл 84 матча и забил 25 гола. Также выступал за «Шахтёр-3» и дубль.
В 2005 году попал в мариупольский «Мариуполь» на правах аренды. В Высшей лиге дебютировал 16 апреля 2005 года в матче против бориспольского «Борисфена» (1:0), Пивненко вышел на 74 минуте вместо Адриана Пуканыча. Всего за «Ильичёвец» провёл 8 матчей.
В июле 2008 года перешёл в годичную аренду в киевский «Арсенал». В команде дебютировал 20 июля 2008 года в матче против одесского «Черноморца» (0:1), Пивненко вышел на 54 минуте вместо Сендлея Бито. Всего за «Арсенал» провёл 13 матчей в Премьер-лиге. Летом 2009 года покинул клуб. Участвовал в чемпионате ДНР 2015 года.